# Constantin-Eugène de Burlet
Pour les articles homonymes, voir Burlet.
Pour les autres membres de la famille, voir Famille de Burlet.
Constantin de Burlet, né à Ixelles le 14 mai 1846 et mort le 11 novembre 1925 à Nivelles, est un ingénieur, haut-fonctionnaire, chef d'entreprise spécialisé dans le transport ferroviaire et bourgmestre belge du Parti catholique. Il a été l'un des principaux promoteurs et créateurs de chemins de fer en Belgique et à l'étranger.

## Biographie
Constantin-Gérard-Eugène de Burlet, né à Ixelles le 14 mai 1846, est le fils de Joseph Villard de Burlet, originaire de Perwez et employé à la Société générale, et de Louise Dugniolle. Il est également le frère de Jules de Burlet, Premier ministre belge. La famille de Burlet est une famille belge originaire de Lisogne dans la province de Namur où ses traces remontent à 1586. Constantin de Burlet épouse Pauline Nopener à Saint-Gérard le 29 avril 1876 qui lui donne cinq enfants.
Il fait ses études secondaires en latin au Collège communal de Nivelles. Il poursuit avec des études d'ingénieur des ponts et chaussées à l'Université de Gand dont il sort diplômé en 1870. Il est engagé en décembre 1870 comme sous-ingénieur par l'Administration des ponts et chaussées. Il est chargé de l'implantation de lignes de chemin de fer dans les provinces de Namur et de Luxembourg. Mandaté par le gouvernement pour doter les provinces de Namur et de Luxembourg de voies ferrées il déploie tout son savoir-faire et son énergie à cette gigantesque tâche. Lorsque le ministre Auguste Beernaert crée la Société nationale des Chemins de fer Vicinaux (SNCV) en 1885, c'est tout naturellement Constantin de Burlet qu'il charge d'en assurer la direction générale. Il assumera cette tâche considérable pendant plus d'une vingtaine d'années. Le 22 décembre 1908, il est nommé inspecteur général des ponts et chaussées. Lorsqu'il quitte son poste de directeur général, le 6 février 1913, 4 000 km de voies ferrées étaient exploitées en Belgique. Il continue néanmoins à apporter son expertise à la SNCV jusqu'en avril 1924.
Son dynamisme ne s'est pas limité à la Belgique. Membre de la Commission permanente du Congrès international des chemins de fer et président de l'Union internationale des tramways, il traite au niveau international de la construction et de l'exploitation des chemins de fer. Il participe également à l'administration de sociétés ferroviaires à l'étranger telles que le chemin de fer du Congo supérieur aux grands lacs africains, les Nitrate railways, les tramways de Barcelone et de La Spezia et la Société Tramways et Électricité en Russie.
Compte tenu de sa notoriété locale, il a accepté le mandat de bourgmestre de sa commune de Baulers.
À la suite de son décès le 11 novembre 1925 à Nivelles, ses funérailles sont célébrées le 17 novembre à l'église Saints-Jean-et-Nicolas de Nivelles.

## Distinctions
- Grand officier de l'ordre de la Couronne (Belgique)
- Commandeur de l'ordre de Léopold (Belgique)
- Officier de la Légion d'honneur[Quand ?] (France)
- Chevalier Grand-croix de l'ordre du Lion néerlandais (Pays-Bas)
- Grand officier de l'ordre de Saint-Olaf de Norvège
- Commandeur de l'ordre de François-Joseph d'Autriche